# Luís Gaspar (cineasta)
Luís Gaspar (Lisboa, 19 de maio de 1936) é um cineasta português que interrompe a sua actividade no final da década de 1970.

## Biografia
Inicia a actividade no cinema ná área do filme publicitário, depois de frequentar um curso em Inglaterra promovido, entre outras entidades, pela London School of Film Technics. Regressado a Portugal, envolve-se na produção de cerca de dois mil filmes publicitários. É locutor. Trabalha muitos anos para a rádio e também se aplica no filme didáctico
Com a Revolução dos Cravos, integra os núcleos de produção do Instituto Português de Cinema, onde produz e realiza um programa de seis documentários sobre a Reforma Agrária.

## Filmografia
- 1976 – Deolinda da Seara Vermelha[1][2]
- 1976/77 – Operação boa Colheita (curta-metragem)
- 1977 – O Rendeiro
- 1977 – Congresso de Todos os Sindicatos (longa-metragem)
- 1977 – 25 Canções de Abril (longa-metragem - colectivo)